# 킹 오브 아일랜드
킹 오브 아일랜드(Kongen av Bastoy, King of Devil's Island)는 노르웨이에서 제작된 마리우스 홀스트 감독의 2010년 액션, 드라마 영화이다. 벤자민 헬스타드 등이 주연으로 출연하였다.

## 출연

### 주연
- 벤자민 헬스타드
- 스텔란 스카스가드
- 크리스토퍼 요너

### 조연
- 엘렌 도리트 페테르센